# Liste der Werke von Max E. Keller
Max E. Keller (* 1947) komponierte über 180 Werke.

## Werke

### Bühnenwerke
- JAWS 3 (1979). Szenisch-musikalische Collage
- Egon – aus dem Leben eines Bankbeamten (1981). Miniaturoper für 3 Akteure, Violoncello und Tonband. Text: Hans Suter. UA 1983 Zürich
- Fontamara (1984/86). Szenische Kantate für 5 Sänger, 2 Schauspieler, Chor und Orchester. UA 1987 Gent (auf einen Text von Frans Denissen nach Ignazio Silones Roman Fontamara)
- Swissfiction (1990). Musiktheatralische Szenen für 4 Akteure, 4 Musiker und 4-Kanaltonband. UA 1990 Zürich (nach Alex Gfellers Erzählung Das Komitee, Tage für neue Musik)
- Konfigurationen III – January 1991 (1991) für Oboe (oder Flöte), Fagott, Gitarre und Klavier. UA 1991 Kassel (Performers’ Workshop Ensemble)
- Die Axt (2004/06). Kammeroper für 3 Sängerinnen, 6 Sänger, Chor und Ensemble mit 15 Mitgliedern. Libretto: Anke Rauthmann und Yohanan Kaldi (nach Graf Öderland von Max Frisch)

### Orchesterwerke
- Grundgesetze I (1976/77) für 4 Sprecher und großes Orchester. Texte: Karl Marx, Oskar Schammidatus und Max E. Keller. UA 1978 Hilversum (Internationale Gaudeamus Musikwoche, Kammerorchester des Niederländischen Rundfunks)
- Genesis (1979/80) für Orchester. UA 16. Mai 1981 Winterthur (Stadtorchester Winterthur, Dirigent: Mario Venzago)
- Das ganze Leben (1989/90). Klavierkonzert in 8 Teilen. UA 1. November 1990 Zürich (Tonhalle, Symphonische Orchester Zürich, Tomasz Merbut (Klavier), Dirigent: Daniel Schweizer)
- Pentalog (1995/96) für Kammerorchester. UA 31. Mai 1996 Wetzikon (Aula der Kantonsschule Wetzikon, Sinfonietta Wetzikon, Dirigent: Howard Griffiths)
- Mondlandschaft (1998/99) für 23 Bläser und 3 Schlagzeuger. UA Januar 2000 Zürich (Tonhalle, Tonhalle-Orchester Zürich, Dirigent: David Zinman)
- 25/250.orch (2000) für Symphonieorchester. UA September 2000 Winterthur (Winterthurer Musikfestwochen, Orchester Musikkollegium Winterthur, Dirigent: Nicholas Cleobury)
- tenuto, battuto, fulminante (2001) für Symphonieorchester. UA 10. Oktober 2003 Zürich (Tonhalle, Tonhalle-Orchester Zürich, Dirigent: David Zinman)
- wanawizzi (2011/12) für Kammerorchester. UA 2. Mai 2012 Berlin (Deutsche Oper Berlin)

### Kammermusik
- Start (1969) für mindestens 6 Spieler
- Stück für Improvisatoren (1969/70) für mindestens 3 Spieler | Online bei IIMA
- Trio (1970) für Bassklarinette, E-Gitarre und Klavier
- Aktionen für 7 Musik-Macher (1970) für beliebige Besetzung
- Minima (1970) für 3–7 Spieler  | Online bei IIMA auf Deutsch, English, Japanisch
- Cum processio tum missa non est (1970) für 3 Spieler | Online bei IIMA
- Musik über Musik (1971) für 2 Stereotonbänder und Ensemble. UA 1972 Darmstadt
- Psychogramm (1971) für 3 Spieler | Online bei IIMA auf Deutsch und English
- Eine kleine Werbemusik für zwei Pianisten (1973) für Klavier, Celesta und elektronische Orgel
- Streichquartett Nr. 181 (1973)
- Zwischenspiel zu Nestroys Frühere Verhältnisse (1974) für 4 Concertinas. UA 1974 Aarau
- Progressionen (1981) für Flöte, Oboe, Klarinette, Vionine, Viola, Violoncello und Klavier. UA 1987 Zürich
- Remember (1982). Improvisationskonzept für Bassklarinette und Klavier. UA 1982 Zofingen
- Konfigurationen (1982) für Instrumentalensemble. UA 25. September 1983 Leipzig (13. Studienkonzert des Deutschen Verlags für Musik, Gruppe Neue Musik Hanns Eisler)
- Zustand I–VII (1984) für Oboe, Klarinette, Horn, Posaune, Trompete, 2 Violinen, Viola, Violoncello und Schlagzeug. UA 1986 Boston
- Karikaturen (1987) für Bläserquintett. UA 1990 Belgien (Het Belgisch Blaaskwintet)
- Ausharren im Grauen (1988) für Oboe, Violoncello und Klavier. UA 21. Oktober 1990 Berlin (Auslos-Trio)
- Kreisen in den Tiefen (1988) für Viola, Violoncello und Kontrabass. UA 18. Januar 1991 Wetzikon
- Entfernung und Annäherung (1989) für Saxophon, Klavier und Schlagzeug
- senza e con (1989) für Flöte, 3 Saxophone, 3 Trompeten, 3 Posaunen, Horn, Kontrabass und Klavier
- Mozmax (1991). Transformationen von W. A. Mozarts Salzburger Sinfonie KV 138 für Streicher
- Grafik (1993) für 2 Saxophone, Bassklarinette, Klavier und Schlagzeug
- Heterophonie (1993) für zwei Saxophone, Bassklarinette, Klavier und Schlagzeug
- Strich-Punkt-Strich (1992) für Streichsextett. UA 1992 Australien (Die Kammermusiker Zürich)
- zerblasen (1992/93) für Instrumentalensemble. UA 1993 Mexiko-Stadt (Weltmusiktage, Ensemble Aventure)
- Akkordsequenz (1993) für drei Saxophone, Klavier und Schlagzeug
- Walk-Music (1994) für Flöte, Violine, Gitarre und Schlagzeug. UA 1994 Winterthur
- Konstellationen (1994) für Flöte, Violoncello und Klavier. UA 1997 Giessen (Wolpe Trio)
- 2. Streichquartett (1995). UA 1996 Krakau (Silesian String Quartet)
- Ritardando (1995) für drei Fagotte. UA 1996 Winterthur
- 5 Improvisationsmodelle für Jugendliche (1995) für 3–8 Spieler beliebiger Instrumente
- Solitario (1996) für Flöte, Gitarre und Schlagzeug. UA 1996 Moskau
- weniger und mehr (1996) für Violine, Akkordeon und Klavier. UA 1996 Berlin

- Version für Violoncello, Akkordeon und Klavier (2013), UA 15. September 2013 Potsdam (Festival Intersonanzen, fabrik Potsdam, Ensemble LUX:NM)

- Integration I (1998) für Streichquartett und Improvisationstrio. UA 1998 Berlin
- Rotondo (1997–1999) für Oboe, Fagott, Trompete, Posaune, Viola, Kontrabass, Akkordeon, Klavier und Schlagzeug. UA 1999 Freiburg (Ensemble Aventure) (gemeinsam mit Werner Bärtschi, Ulrich Gasser, Martin Sigrist und Peter Wettstein)
- Skizzen (1999) für Flöte und Gitarre. UA 18. Februar 2017 Graz (Forum Stadtpark, Evgeniya Spalinger (Flöte) und Marisa Minder (Gitarre))
- Integration II und III (1999) für Streichquartett und Improvisationstrio. UA 2000 Berlin
- Dialogfelder (2000) für Kontrabass und Schlagzeug. UA 2001 Freiburg (Victoria Ifrim (Schlagzeug) und Johannes Nied (Kontrabass))
- insieme, a coppie, indipendente (2000) für 4 Schlagzeuge. UA Juli 2000 Berlin
- Sans cesse (2001) für Oboe, Fagott, Horn, Posaune, Violine, Viola, Violoncello und Kontrabass
- Zwillinge (2001) für Klarinette, Posaune, Violoncello und Klavier (Quartett Avance)
- Farbenfahrten (2001) für Streichtrio. UA 2002 Wartegg (Schloss Wartegg, Streiff Trio)
- Schnitt-Muster (2002) für Flöte, Klarinette, Klavier, Schlagzeug und Streichtrio. UA 2003 Zürich (Tonhalle)
- Unione e tremolo (2002) für Violine und Viola. UA Juni 2002 Mongolei (Roaring Hooves)
- Le Croce (2002) für großes Ensemble. UA Oktober 2002 (Expo.02)
- Inseln (2002) für Viola und Violoncello. UA Oktober 2002 Reutlingen
- Wie ein Kanon (2002) für 4 Kontrabässe und 4 Klarinetten ad libitum. UA Oktober 2002 Berlin
- 3. Streichquartett (2003). UA Juni 2003 Zepernick (Randfestspiele, Das Quartett)
- Verschmelzungen (2003) für Blockflöten und Klavier. UA 9. November 2004 Berlin (Hensel (Blockflöte) und Anja Kleinmichel (Klavier))
- calmo e furioso (2003/04) für Klarinette, Akkordeon und Kontrabass. UA 7. März 2006 Winterthur (Trio RUGA)
- Kalkül und Emotion (2004) für Saxophon- und Streichquartett. UA 23. Oktober 2004 Berlin
- Schlaglichter (2006) für Oboe, Klarinette, Fagott, Kontrabass und Schlagzeug. UA 19. Mai 2006 Freiburg (Ensemble Aventure)
- nel pomeriggio (2006) für Baritonsaxophon und Streichquartett. UA 8. September 2006 Berlin
- Eingriffe (2006) für Flöte, Klarinette, Klavier, Violine, Viola und Violoncello. UA 24. November 2006 Berlin (Akademie der Künste Berlin)
- gebündelt und ausfasernd (2007) für Flöte, Klarinette in B (Bassklarinette), Violine und Klavier. UA 26. Mai 2007 Kiew (ensemble neue musik zürich)
- les sons perdus (2007) für drei Blockflöten. UA Oktober 2007 Berlin
- concertare e improvvisare (2007) für Flöte, Oboe, Klarinette, Violine, Viola, Violoncello und improvisierendes Klavier. UA November 2007 Detmold
- Wie Kraut und Rüben (2008). Nach dem gleichnamigen Bild von Paul Klee für Oboe, Fagott, Gitarre und Viola. UA März 2008 Winterthur (musica aperta, Kunstmuseum, Ensemble Sortisatio)
- Cinque (2008) für vier Fagotte. UA Mai 2008 Berlin
- 5 Improvisationsmodelle für Jugendliche sowie In Regen, Blitz und Donner (2008) für Jugendliche mit beliebigen Instrumenten, dazu 2 Saxophone und Violoncello. UA 2008 Berlin
- accent – figure – layer (2008). Ein Projekt zwischen Improvisation und Komposition für Bassklarinette/Tenorsaxophon, Schlagzeug, Klavier, Violine, Viola und Kontrabass. UA 2009 Winterthur
- 4. Streichquartett (2008)
- Wendepunkte (2009) für Klavier, Schlagzeug und Streichquartett. UA 2010 St. Gallen
- Il filo (2009) für Violine und Horn. UA 2009 Färöer
- Trio fluido (2009) für Violine, Violoncello und Klavier. UA 12. September 2009 Winterthur (musica aperta, Theater am Gleis, Trio Flair)
- Peanuts (2009) für Flöte, Klarinette, Violine, Viola und Violoncello. UA 2009 Winterthur (Theater am Gleis)
- Grillen (2009) für Blechbläserquintett. UA 2009 Berlin
- ich, du, wir (2010) für Flöte, Klarinette, Schlagzeug, Klavier, Violine und Violoncello. UA 2010 Zürich (ensemble für neue musik zürich)
- Gravuren (2010) für Streichquartett und Schlagzeug. UA 11. Juni 2010 Winterthur (Ensemble Quatuor Antipodes, Matthias Würsch (Schlagzeug))
- Où est le roi? (2010) für Flöte, Violine, Violoncello und Orgel. UA 2010 Lenzburg
- wanawizzi II (2012) für Flöte, Klarinette, Violine und Violoncello. UA 2. Mai 2012 Berlin (Deutsche Oper Berlin)
- mit Pfiff (2012) für Flöte, Klarinette, Violine, Viola und Violoncello. UA 30. September 2012 Winterthur (Theater am Gleis)
- Der Rutengänger (2012). Nach dem Bild Landschaft mit dem Rutengänger von Paul Klee für Oboe, Fagott, Gitarre und Viola. UA 29. Januar 2013 Winterthur (musica aperta, Kunstmuseum, Ensemble Sortisatio)
- zusammenwachsen (2012) für Fagott und Klavier
- Mobile (2013) für 1–5 Instrumente ad libitum. UA 2. April 2014 Schweden (UMS ’n JIP)
- Keim – con sorpresa (2013) für Flöte, Klarinette (Bassklarinette), Klavier, Violine, Viola und Violoncello. UA 26. Oktober 2013 Winterthur (musica aperta, Theater am Gleis, mdi ensemble Mailand, Dirigent: Robert HP Platz)
- 5. Streichquartett (2013), UA 7. November 2013 Seoul (Hanyang New Music Festival, Hanyang-Universität, Ensemble ECLAT Seoul)
- Al borde del abismo für Violine und Klavier, UA 2014 Buenos Aires
- Wiederkehr und Veränderung (2013) für Saxophon, Posaune und Akkordeon. UA 15. Januar 2014 Brandenburg an der Havel (Unerhörtes Brandenburg, Brandenburger Theater, Ensemble LUX:NM Berlin)
- Bergluft (2014) für Flöte, Klarinette, Klavier, Violine, Violoncello und Kontrabass; UA Juni 2014 Leuk (Schloss Leuk)
- Sette forme di muoversi (2014) für Violine und Bassklarinette. UA 6. September 2014 Zepernick (Randfestspiele, Egidius Streiff (Violine) und Sabina Matthus-Bébié (Bassklarinette))
- wachsen und welken (2014) für Oboe, Klarinette und Fagott. UA 16. September 2014 Berlin (Unerhörte Musik Berlin, Berliner Kabarett Anstalt, Trio Aventure)
- Kreisen (2014) für Cembalo, Flöte, Oboe, Klarinette, Violine und Violoncello. UA 8. Januar 2015 Bern (Festival L’art pour l’Aar, Französische Kirche, Moritz Ernst/Robert Zimansky (Violine), Nebojsa Bugarski (Violoncello), Lionel Andrey (Klarinette), Vera Leibacher (Flöte) und Omar Zoboli (Oboe))
- autonomia e dialogo (2015) für Flöte und Klavier. UA 2016 Berlin (OaarWurm Festival, Klaus Schöpp (Flöte) und Art-Oliver Simon (Klavier))
- Elemente und Verwandlungen (2015) für Klavierquartett. UA Februar 22. Februar 2016 Prag (Josef Suk Klavierquartett)
- again and again and… (2015/16) für E-Gitarre und Akkordeon. UA 30. November 2016 Zürich (Haus zum Lindengarten, Jörgen Brilling (E-Gitarre) und Uwe Mahnken (Akkordeon))
- sich finden (2016) für Flöte und Violine. UA 25. Mai 2016 Basel (Carin Levine (Flöte) und Egidius Streiff (Violine))
- Vordergrund und Hintergrund (2016) für Violoncello und Klavier. UA 9. Juli 2016 Zepernick (Cello Capricoso)
- Wucherung – Gefüge – Stillstand (2016) für Violine, Klavier und Streichquartett. UA 31. März 2017 Riehen (Egidius Streiff (Violine), Luiz Guilherme Pozzi (Klavier), Segantini Quartett)
- con forza e con tenerezza (2017). UA 28. März 2017 (Unerhörten Musik Berlin, Annegret Schmiedl (Baritonsax) und Volker Hemken (Bassklarinette))
- Vom Elementaren her (2017) für Flöte, Klarinette (Bassklarinette), Klavier, Violine, Viola und Violoncello. UA 7. Juli 2017 Zepernick (Randspiele, St. Annen-Kirche, modern art ensemble)
- Holzschnitte (2017) für Flöte, Klarinett/Bassklarinette, Schlagzeug, Harfe und Streichtrio. UA 29. September 2017 (8. Hörfest Neue Musik, Ensemble Horizonte Detmold, Dirigent: Jörg-Peter Mittmann)
- Ins Freie (2017). Improvisationskonzept für Bassklar, Marimba oder Vibraphon und Schlagzeug, Klavier, Violine, Viola und Violoncello. UA 28. Januar 2018 (UA Ensemble TaG)

### Vokalwerke
- Gesänge (1975–1976) für Stimme (Sopran oder Tenor), Violoncello und Schlagzeug. Gedichte von Wolfgang Beutin, Fitzgerald Kusz und Bertolt Brecht. UA 1976 Darmstadt
- Gesänge II (1977) für Sopran, Flöte (C und G), Klarinette (Bassklarinette), Violoncello und Klavier. Text: Erich Fried. UA 1978 Zürich
- Zum 1. August (1978) für Sopran, Flöte, Bassklarinette, Violine, Violoncello und Klavier. Text: Max E. Keller. UA 1979 Athen (Weltmusiktage)
- Gesänge III „Die Lautlosigkeit der Ameisen“ (1981) für Sopran, Flöte, Oboe, Klarinette, Schlagzeug, Klavier, Streichquartett und Kontrabass. Gedichte: Jürg Weibel. UA 1981 Mailand
- Sehr verehrter Herr Direktor (1982) für Singstimme, Klavier und Tonband
- Hände (1982–1983) für Sopran, Bass und Schlagzeug. Musik zum Stummfilm Hände von A. V. Blum
- Konfigurationen II (1989) für Alt und Instrumentalensemble. Texte: Franz Hohler, Hansjörg Schneider, Jürg Schmied, Sascha Anderson und Max E. Keller. UA 1990 Basel (ensemble für neue musik zürich, Béatrice Mathez Wüthrich (Alt))
- Zuflucht (1990) für Alt und Klavier. Text: Max E. Keller
- Gesänge IV – 10 Gedichte von Kurt Marti (1992) für Sopran und Instrumentalensemble. UA 1992 Wrocław
- Es wird kalt (1993) für Jugend- oder Frauenchor. UA 20. Oktober 2016 Calella (Mädchenchor des Konservatoriums Winterthur, Dirigent: Christoph Bachmann)
- Moralinski (1994) für Stimme, Saxophon, Klavier und Schlagzeug. Text: Adrian Sollberger
- Deformationen (1998) für Sopran, Flöte und Gitarre. Text: Max E. Keller und Eduardo Galeano. UA 1998 Rio de Janeiro
- Nix Harmonie (2000–2001) für Sprecher, Trompete, Klavier und Schlagzeug
- Fern(seh) – Mitleid (2001) für Sopran und Violine. Text: Max E. Keller. UA 2001 Berlin
- Vom Grunde (2003) für Bariton und Klavier. Gedichte: Barbara Köhler. UA Juni 2003 München (ADEvantgarde-Festival München)
- Uf Ärde (2003) für Bariton solo. UA Juni 2003 Ulan Bator und in der Wüste Gobi (Roaring Hooves)

- Version für Sopran. UA 2014 (Margrit Hess (Sopran))

- Löwen Löwen (2004) für Sopran und Violine. Texte: Klaus Merz. UA 29. November 2004 Aarau (Theater am Gleis)
- Graduale (2005) für Chor, Klarinette und kleines Schlagzeug. Text: Silja Walter. UA 18. Mai 2006 Aarau (Stadtkirche Aarau, musica vocalis rara)
- 12-06-07 (2007) für Sopran, Oboe, Altsaxophon, Horn und Viola. UA Oktober 2007 Berlin
- allemal (2007) für Sopran, Klarinette und Klavier. UA März 2008 Sao Paulo (auf Aphorismen von Georg Christoph Lichtenberg)
- Schwein gha! (2008). Lied für Kinder für Kinderstimme mit Klavierbegleitung. Text: Mex E. Keller. UA 2010 Aarau
- blau rot soft (2009) für drei Soprane. UA 2009 Berlin (zusammen mit Ralf Hoyer und Susanne Stelzenbach)
- Blauer Regen (2009) für Sopran solo. Text: Max E. Keller. UA 9. Mai 2015 Detmold (Irene Kurka (Sopran))
- Snowflakean Thoughts (2010) für Sprechstimme, Altsaxophon und Klavier. Text: James Emanuel. UA 19. Juni 2010 Paris (Festival franco-angelais de poésie)
- 1968 – und heute? (2010) für Tenor (Contratenor) und Blockflöte. Text: Max E. Keller. UA 2. April 2011 Biel (UMS ’n JIP)
- Ruh’ (2011/12) für Sopran und Violoncello. Text: Max E. Keller. UA 3. Juli 2011 Berlin (Irene Kurka (Sopran) und Burkart Zeller (Violoncello))
- Shopping List (2011) für Sprechstimme, Altsaxophon und Klavier. Text: Barry Wallenstein. UA 2011 Paris (Festival franco-angelais de poésie)
- Pour aller mieux (2011) für Tenor, Tenorsaxophon und Klavier. Text: Jean Miniac. UA 2011 Paris (Festival franco-angelais de poésie)
- Abschied (2011) für gemischten Chor (16 Stimmen a cappella). Text: Max E. Keller. UA 2011 Winterthur (Chor Les voix, Dirigent: Nicolas Farine)
- Die Schwestern (2011) für Sopran und Kontrabass. Text: Christian Morgenstern. UA 2011 Berlin

- Version für Sopran und Klavier. UA Brandenburg an der Havel (Unerhörte Musik, Brandenburger Theater, Claudia Herr (Sopran) und Martin Schneuing (Klavier))

- Mutter Natur (2011) für Sopran, Flöte, Oboe, Klarinette (Bassklarinette), Schlagzeug, Klavier, Streichtrio. Text: Friedrich Gottlieb Klopstock und Max E. Keller. UA 16. September 2011 Hamburg (Christianskirche, Laura Pohl (Sopran), Ensemble Horizonte)
- Will it matter (2012) für Mezzosopran, Sopransaxophon, Altsaxophon und Baritonsaxophon. Text: Heng Siok Tian. UA Juni 2012 Paris (Festival franco-angelais de poésie)
- Les Fleurs du Mal (2012) für Sopran und Gitarre. Text: Charles Baudelaire. UA 1. November 2012 Schweden (Konstmuseum Norrköpping, Laura Pohl (Sopran) und Samuel Edvardsson Wiggervall (Gitarre))
- Das Tattoo blickt böse (2012) für Sopran und Streichquartett. Text: Max E. Keller. UA 29. September 2012 Berlin (Franziska Welti (Sopran), Sonar Quartett)
- Nebel (2014) für Bass und Klavier. Text: Alfred Lichtenstein. UA 17. Januar 2015 Basel (Elisabethenkirche Basel, Ensemble Mondnacht)
- Silence, ça pousse! (2016) für Sopran, Alt, Tenor und Bass. Text: Max E. Keller. UA 10. September 2016 Berlin (pyramidale #15, Auditivvokal Dresden, Dirigent: Olaf Katzer).
- Der verspätete Wanderer (2016) für Tenor/Contratenor und Tenor-Blockflöte. Text: Joseph von Eichendorff. UA 23. März 2017 Winterthur (Villa Sträuli, UMS ’n JIP)
- Traum, Schlummerlose Nächte, Sehnsucht III (2017) für Bass, Flöten und Klavier. Alban Berg vertonte 1901–1908 die Version für Bass und Klavier. UA 19. Januar 2018 Basel (Elisabethenkirche Basel, Ensemble Mondnacht)

### Klavierwerke (solo)
- Dreiklang (1976) für Klavier. UA 1978 Bremen
- Erinnerungen II (1980) für Klavier. UA 1987 Biel
- AchuapaNicaragua (1986) für sprechenden (und singenden) Pianisten (und Tonband). UA 3. September 1986 Leipzig (Gerhard Erber (Klavier))
- Erinnerungen III (1986) für Klavier. UA 1989 Basel
- Vier Klavierstücke (1993). UA 1995/96 Montevideo und Kraków
- Kobold (1998) für Klavier
- Three lines (2000) für Klavier. Hommage à Johann Sebastian Bach. UA 2000 Zürich (Tonhalle) (zusammen mit Werner Bärtschi und Martin Sigrist)
- Movements (2009) für Klavier.
- Spontaneous Moments (2009) für Klavier. UA Sydney (Weltmusiktage)
- mi ricordo (2014) für Klavier. UA 30. Mai 2014 Tokio (OAG Hall des Goethe-Instituts, Satoko Inoue (Klavier))

### Solowerke (Instrumental)
- Repetitionen I–V (1980) für Cembalo. UA 1982 Zürich
- Egonia (1983) für Tonband und Violoncello. UA 1984 Zürich
- Friedenslied eines Oboisten (1983/84) für Oboe solo. Text: Burkhard Glaetzner. UA 18. Juli 1984 Weimar (Burkhard Glaetzner (Oboe))
- Dornenbahn (1983) für Violoncello. UA 1984 Zürich
- Erinnerungen IV – „Es geht ein’ dunkle Wolk’ herein“ (1987) für Gitarre. UA 1988 St. Gallen (Christoph Jäggin (Gitarre))
- Erinnerungen V (1988) für Orgel (Gerhard Stäbler (Orgel))
- aushalten und bewegen (1988) für Akkordeon. UA 1991 Winterthur (Teodoro Anzellotti (Akkordeon))
- Neungestalt (1993) für Schlagzeug. UA 1996 Winterthur
- Siebensang (1995) für Flöte. UA 1996 Berlin
- NONONONO (1996) für Violine solo. UA 1997 Berlin
- aufflackern und verlöschen (1997) für Tenorsaxophon. UA 1997 Luzern
- Miniatur (1998) für Flöte solo. UA 1998 Winterthur (Heinrich Keller (Flöte))
- Food (1999) für Schlagzeug. UA 2001 Winterthur (Matthias Würsch (Schlagzeug))
- Pourquoi (2010) für sprechende Violine. Text: Anthony Phelps. UA 2010 Paris

### Elektronische Werke
- Sicher sein… (1976) für Sprecher und Tonband. Text: Alltags-, Werbe- und Mediensprache. UA 1977 Gent (7. Internationales Mixed-Media Festival)
- Grundgesetze III (1977) für Tonband und 1 oder 2 Sprecher. Text: Alltags-, Werbe- und Mediensprache. UA 1977 Wien
- Sie (1978) für Tonband. Text: Alltags-, Werbe- und Mediensprache. UA 1979 Gent
- Veränderungen (1977–1978) für Blockflöte und 1 Synthesizer. UA 1978 Basel
- Hymnen (1979) für Tonband und 1 oder 2 Sprecher. Text: Alltags-, Werbe- und Mediensprache. UA 1979 Aarau
- Erinnerungen I (1980) für Tonband. UA 1980 Zürich
- Puls und Trigger (1984) für Tonband. UA 1985 Saarbrücken
- trotz – dem (1988) für Tonband. UA 1995 Montevideo
- les pompiers (souvenir de Berlin) (1996) für 4 Posaunen, Klavier, E-Gitarre und Live-Elektronik. UA 1996 Berlin
- agieren und reagieren (1999) für Klavier und elektronische Klangumwandlung (Boss SE-70). UA 2001 Berlin
- changements (2003) für Tuba, Schlagzeug, Klavier und Live-Elektronik. UA 15. November 2003 Berlin
- Selbstgespräche (2006) für Klavier und Live-Elektronik (Effektgerät BOSS SE-70). UA 22. Februar 2007 Winterthur (musica aperta, Theater am Gleis, Werner Bärtschi (Klavier))
- Dialoge (2008) für Gitarre und Live-Elektronik (Effektgerät BOSS SE-70), UA 2008 Zepernick (Randspiele)
- hasten und warten (2008) für Violine und Live-Elektronik (Effektgerät BOSS SE-70), UA 2008 Berlin